# Bereżnica
Bereżnica (do 31 grudnia 2002 Bereźnica) – wieś w Polsce położona w województwie lubelskim, w powiecie hrubieszowskim, w gminie Horodło. Wieś leży nad Bugiem, naprzeciw ukraińskiej Korytnicy, przy drodze wojewódzkiej nr 816.
W latach 1975–1998 miejscowość administracyjnie należała do województwa zamojskiego. 1 stycznia 2003 nastąpiła zmiana nazwy wsi z Bereźnica na Bereżnica. 
Wieś stanowi sołectwo gminy Horodło. W 2006 r. wieś zamieszkiwały 294 osoby. Według Narodowego Spisu Powszechnego (III 2011 r.) liczyła 282 mieszkańców i była ósmą co do wielkości miejscowością gminy Horodło.
| SIMC    | Nazwa             | Rodzaj    |
| ------- | ----------------- | --------- |
| 0888758 | Bereźnica-Kolonia | część wsi |